# Terytorializm
Terytorializm – forma instynktownych zachowań u zwierząt polegająca na obronie terytorium (obszaru uznanego za własny). Objawia się wzmożoną agresją wobec przedstawicieli własnego lub innych gatunków. Częściej obserwowany u samców, szczególnie w okresie godowym. 
Samce tego samego gatunku są zagrożeniem dla pozycji samca dominującego w stadzie. Rywalizujące o pokarm, obce stado tego lub innego gatunku stanowi zagrożenie dla pozycji całego stada. Takie i podobne sytuacje wywołują reakcje obronne polegające na demonstrowaniu zachowań agresywnych wobec niepożądanych osobników, sygnalizowanie gotowości do ataku (demonstracja siły). Jeśli przeciwnik nie ustąpi, dochodzi do konfrontacji.
Pośrednią formą demonstracji swojej pozycji na zajmowanym obszarze są sygnały akustyczne - śpiew, wycie, ryczenie. Wśród ssaków drapieżnych powszechne jest pozostawienie śladów zapachowych sygnalizujących intruzom granice obszaru traktowanego jako terytorium. Ta forma oznaczania terytorium jest właściwa także wielu owadom, np. mrówkom, których zachowania terytorialne należą do najbardziej złożonych w świecie zwierząt.
Intensywność podejmowanych zachowań terytorialnych jest związana z zagęszczeniem osobników (lub grup) na danym obszarze, a tym samym nakładaniem się areałów osobniczych.